# Peter Cousens
Peter Cousens (Tamworth, 1955) è un attore e direttore artistico australiano.

## Biografia
Nato e cresciuto in Australia, Peter Cousens si è trasferito in Scozia nel 1973 per studiare alla Gordonstoun, per poi tornare in Australia per studiare al St Paul's College dell'Università di Sydney e al National Institute of Dramatic Art, laureandosi nel 1978.
Negli anni ottanta ha cominciato a recitare sulle scene teatrali, specializzandosi come interprete di musical. Ha recitato nelle produzioni australiane di musical come Sweeney Todd (1987), Les Misérables (1988) ed Aspects of Love (1993). Nel 1994 interpretò Raoul de Chagny nella prima di The Phantom of the Opera a Sydney; qui, Cousens fu notato dal produttore, che lo scelse per interpretare l'eponimo protagonista nella produzione londinese del musical. Cousens recitò quindi nel ruolo del Fantasma in The Phantom of the Opera all'His Majesty's Theatre dal 1997 al 1999.
Cousens ha poi recitato in altri musical e operette in Australia, interpretando ruoli principali come Tony in West Side Story, Robert in Company, Chris in Miss Saigon e Nanki Poo ne Il Mikado. Attivo anche in campo televisivo e cinematografico, nel 2006 Cousens ha fondato la Kookaburra National Musical Theatre Company, di cui è stato direttore artistico fino al 2009.

## Filmografia parziale

### Televisione
- I Sullivans - serie TV, 1 episodio (1977)
- Skyways - serie TV, 2 episodi (1980)
- Dottori agli antipodi - serie TV, 1 episodio (1980)
- Sons and Daughters - serie TV, 42 episodi (1984)
- Ritorno a Eden (Return to Eden) - serie TV, 22 episodi (1986)
- Le sorelle McLeod - serie TV, 1 episodio (2002)
- Miss Fisher - Delitti e misteri - serie TV, 1 episodio (2012)